# Tanakajd
Tanakajd là một thị trấn thuộc hạt Vas, Hungary. Thị trấn này có diện tích 11,82 km², dân số năm 2010 là 771 người, mật độ 65 người/km².